# Coupe Gambardella 1966-1967
Navigation
Édition précédente Édition suivante
La coupe Gambardella 1966-1967 est la 13e édition de l'épreuve organisée par la Fédération française de football et ses ligues régionales. La compétition est ouverte aux équipes de football de jeunes dans la catégorie des 18 ans.

## Finale
| Équipe 1    | Résultat | Équipe 2       | T.a.b. |
| ----------- | -------- | -------------- | ------ |
| US Quevilly | 2-1      | Stade français |        |

Il s'agit de la première victoire de l'US Quevilly dans l'épreuve.
Feuille de match
| Mai 1967                                                                                               | US Quevilly          | 2-1 | Stade français | Parc des Princes, Paris |  |
| | 17e Gay, 52e Senente |     | 47 ?           |                         |  |
| Cauchois - Girard - Caplet - Wilk - Berger - Senente - Richaud - Parmentier -Gay - Ancelle - Lerebours | Équipes              |     |                |                         |  |